# Kreissparkasse Köthen
Die Kreissparkasse Köthen ist eine ehemalige Sparkasse und hatte ihren Hauptsitz in Köthen (Anhalt). 2008 ging sie in die Kreissparkasse Anhalt-Bitterfeld auf. Das Geschäftsgebiet erstreckte sich über den gesamten Landkreis Köthen. Die Bankleitzahl war die 800 536 22, Vorstandsvorsitzender war zuletzt Helmut Becker. Die Bilanzsumme betrug 2005 etwa 605 Mio. Euro, 2007 595 Mio., die Mitarbeiterzahl 2005 168 und 2007 165. Die Sparkasse verfügte 2008 über dreizehn Geschäftsstellen. In der Stadt Köthen befanden sich neben der Hauptstelle zwei weitere Geschäftsstellen.
Die Kreissparkasse Köthen war gemeinnützige, mündelsichere Anstalt des öffentlichen Rechts. Sie war Mitglied des Ostdeutschen Sparkassenverbandes. Organe der Sparkasse waren der Verwaltungsrat und der Vorstand.
Im Verbundgeschäft arbeitete die Kreissparkasse Köthen mit der DekaBank und der ÖSA zusammen.

## Geschichte
Ein erster Vorläufer der Kreissparkasse Köthen entstand auf Grund des herzoglichen Privilegs vom 16. August 1847 über eine Herzoglich-privilegierte Sparkassenanstalt. Die Verwaltung dieser Einrichtung wurde dem jüdischen Handelshaus B.J. Friedheim & Co. übertragen. Dieses Privileg lief 1858 ab und der Herzog beschloss mit seiner Höchsten Resolution vom 11. November 1858 das Sparkassenwesen in Anhalt den Städten, Bernburg, Dessau und Köthen, zu übertragen. Es dauerte aber noch sieben Jahre bevor die erste Sparkasse in Köthen ihre Türen öffnete. Zuvor erfolgte im Juni 1865 Treffen der Bürgermeister der drei Städte, von denen nur Bernburg bisher eine Sparkasse besaß, um ein Statut für die Sparkassen zu entwerfen.

### Die Sparkasse der Stadt Köthen
Die Sparkasse eröffnete unter der Bezeichnung Kreissparkasse zu Cöthen am 20. November 1865. An diesem Tag wurden 32 Sparbücher eröffnet. Die Geschäftsräume befanden sich im Haus des alten Rathauses und waren montags, mittwochs und auch sonnabends geöffnet. Gewährträger war die Stadt Köthen. Das Bankhaus B.J. Friedheim & Co. bestand weiter und warb mit besseren Konditionen. Da sich die Geschäfte der Sparkasse gut entwickelten wurde 1876 das Haus in der Marktstraße 2 gekauft. 1898 erfolgte der Umzug der Sparkasse in das neue, größere Rathaus. Die Errichtung des Rathauses war von der Sparkasse finanziert worden. Weitere städtische Bauten, welche die Sparkasse finanzierte waren das Obdachlosenheim mit einem Darlehen von 17.500 Mark und die Übernahme des höheren technischen Institutes (die spätere Ingenieurhochschule, IHS) mit 169.770 Mark. Beim Ausbruch des Ersten Weltkrieges begannen die Anleger in größerem Umfang Gelder aus der Sparkasse abzuziehen. SO wurden vom 28. Juli bis 3. August 1914 220.000 Mark abgehoben, im Vorjahreszeitraum waren es 50.000 gewesen. Am 23. März 1923 änderte die Sparkasse ihre Bezeichnung in Städtische Kreissparkasse zu Cöthen und im November desselben Jahres in Stadtsparkasse zu Cöthen. Ebenfalls 1923 wurden die Sparkassenräume in den Ratskeller verlegt, bevor sie im Juli 1926 das Gebäude in der Schalaunischen Straße 40, später Filiale der Staatsbank der DDR, 2007 ungenutzt, für 50.000 Mark erwarb. Zum Kaufpreis kam eine Grundschuld der Commerz- und Privatbank AG von weiteren 50.000 Mark hinzu, welche die Sparkasse auch übernahm. 1934 besaß die Sparkasse 20 Mitarbeiter und zwei Lehrlinge sowie eine Filiale in Gröbzig. Zum Ende des Zweiten Weltkrieges fusionierte die Stadtsparkasse mit der Kreissparkasse.

### Die Sparkasse des Kreises Köthen
Am 4. August 1885 genehmigte der Kreistag Köthens, insbesondere auf Betreiben des Abgeordneten Jänicke aus Baasdorf, das Statut für die Sparkasse des Kreises Cöthen und am 18. November des gleichen Jahres wurde die Errichtung der Kreissparkasse durch die Landesherren genehmigt. Auf Grund der finanziellen Verhältnisse des Kreises wurde aber am 31. Januar 1886 durch den Kreistag beschlossen die Errichtung bis auf weiteres zu verschieben. Erst 20 Jahre später wurde die Sparkasse eröffnet. Anlass für die Eröffnung waren wiederum finanzielle Überlegungen. Im Gegensatz zu 1885 wurden aber jetzt die möglichen Gewinne betrachtet und man hoffte so eine neue Einnahmequelle zu schaffen. Die Errichtung stieß natürlich auf Widerstand der Stadt, da diese Einnahmeverluste für ihre eigene Sparkasse befürchteten. Mit Beschluss vom 25. Juni 1906 wurde aber mit 12 zu vier Stimmen, die Gegenstimmen kamen von Vertretern der Stadt, die Errichtung zum 1. Januar 1907 beschlossen. Der Hauptsitz befand sich im Nordflügel des Köthener Schlosses. Die Sparkasse verfügte in Köthen über drei Zweigstellen, Weintraubenstraße 15, Markt 1 und Leipziger Straße 64. Im Landkreis gab es 1907 Filialen in Edderitz, Gröbzig, Großweißandt, Kleinpaschleben, Pißdorf, Prosigk, Radegast und Wulfen. 1920 wurden die Hauptstalle in das Prinzessinnenhaus Köthens verlegt. Am 19. Januar 1924 wurde die Sparkasse in Kreissparkasse zu Cöthen umbenannt. Zuvor war diese Bezeichnung nicht möglich, da die städtische Sparkasse diese Bezeichnung geführt hatte. 1927 wurde aus Cöthen in der Bezeichnung Köthen. 1930 wurde in der Kreissparkasse erstmals Bausparen angeboten.
Durch die Verordnung des Anhaltischen Staatsministeriums vom 17. November 1931 wurden die Kreise Dessau und Köthen zusammengelegt und der Sitz der Kreissparkasse, welche nun als Sparkasse des Kreises Dessau-Köthen in Köthen firmierte, nach Dessau verlegt. Auf Grund des Bedarfs an größeren Geschäftsräumen wurde ein neues Gebäude nach Plänen des Ascherslebener Hans Heckner errichtet. Die Geschäftsräume in der Lindenstraße wurden 1936 bezogen. Zum Ende des Zweiten Weltkrieges fusionierte die Kreissparkasse mit der Stadtsparkasse.

### Die zusammengeschlossenen Sparkassen

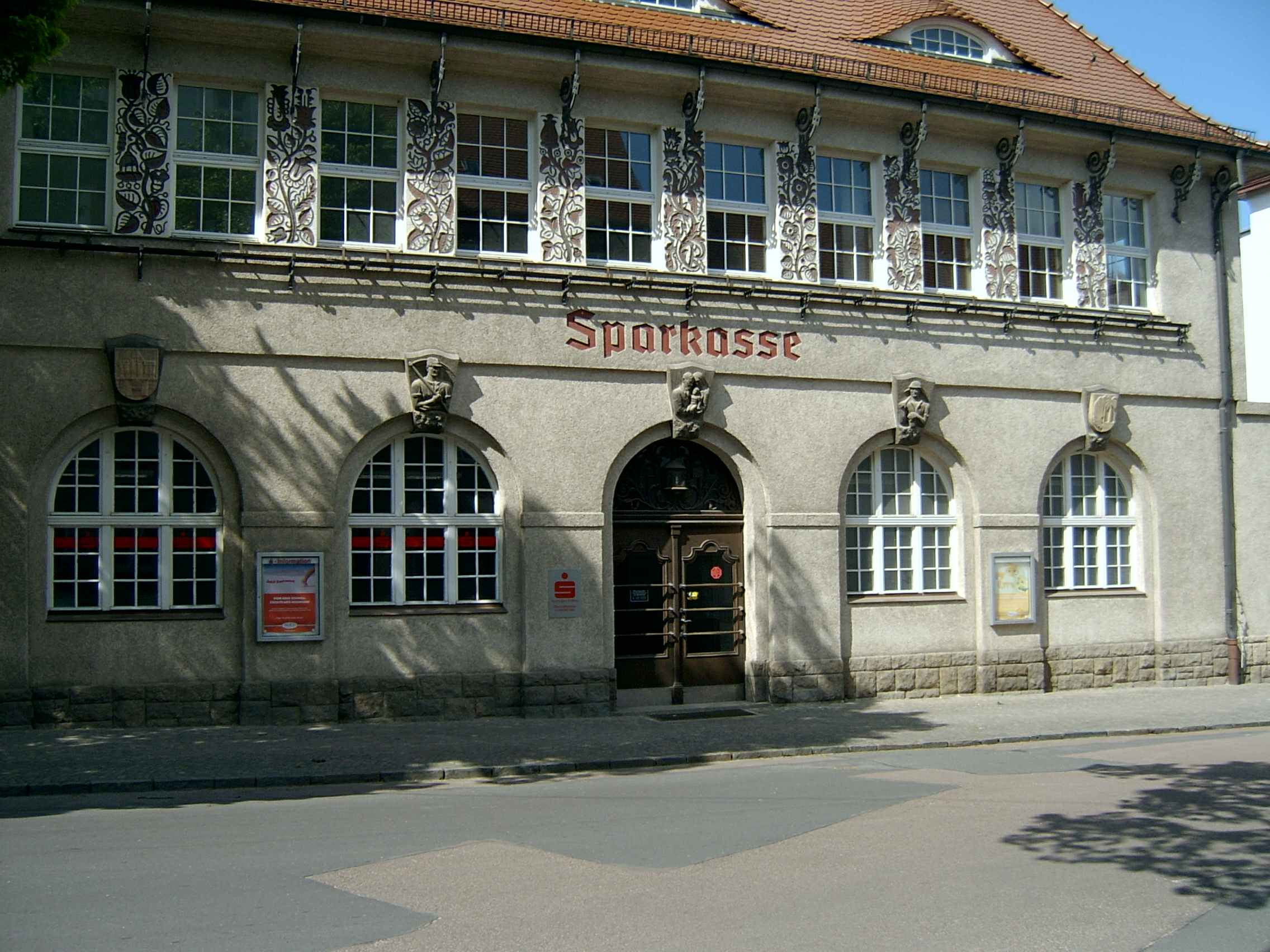
Das ehemalige Hauptgebäude

Nach Ende des Zweiten Weltkrieges wurde die Stadt- und Kreissparkasse Köthen am 18. August 1945 offiziell geschlossen und am 21. August 1945 als neue Sparkasse, welche nicht die Rechtsnachfolge des vorherigen Institutes antrat, eröffnet. Die Geschäftsräume in der Lindenstraße wurden übernommen, die Schalaunische Straße 40 wurden von der Kreis- und Stadtbank in Köthen übernommen. Über die Guthaben, welche vor dem 8. Mai 1945 auf der Sparkasse angelegt worden waren, konnte nicht verfügt werden. Neben der Hauptstelle in Köthen wurden vier Zweigstellen und zwei ehrenamtlich betriebene Nebenstellen betrieben. Eine der ersten großen Aufgaben der neuen Sparkasse war die Platzierung der 4-prozentigen Aufbau-Anleihe. Insgesamt konnte die Sparkasse 1,5 Millionen Reichsmark platzieren. Kurz darauf stand die Währungsreform von der Reichsmark zur Mark der DDR als Aufgabe vor der Sparkasse. 1953 wurde das Möbelsparen eingeführt. Hierfür musste ein Sparer mindestens ein Viertel Jahr regelmäßige Beiträge ansparen und hatte danach Anspruch auf sein Guthaben und einen Kredit in gleicher Höhe für Möbel und Einrichtungsgegenstände. 1954 wurden zwei Betriebszweigstellen eröffnet; eine im VEB Orbitaplast Weißandt-Gölzau und die andere im VEB Förderanlagen und Kranbau Köthen. 1970 wurde die elektronische Datenverarbeitung eingeführt.

### Ende der selbständigen Sparkasse
Im Zuge der Kreisreform in Sachsen-Anhalt im Jahr 2007 wurde der Landkreis Köthen aufgelöst und Teil des neuen Landkreis Anhalt-Bitterfeld. Als Folge der Reform wurden auch die Sparkassen neu strukturiert. Im April 2008 wurde die Kreissparkasse Köthen Teil der neuen Kreissparkasse Anhalt-Bitterfeld.

## Geschäftszahlen
Am Ende ihres ersten vollständigen Geschäftsjahres 1866 besaß die Kreissparkasse zu Cöthen 1874 Sparbücher mit einem Vermögen von 118.152 Thalern, 26 Silbergroschen und 8 Pfennigen. Während der galoppierenden Inflation in den 1920er Jahren wies die Sparkasse im Dezember 1923 einen Spareinlagenbestand von 1.903.984.875.682.523,33 Mark aus.
Ende 1945 betrug die Summe der Einlagen 20. Millionen Reichsmark. Die Bilanzsumme der Sparkasse betrug nach der Umstellung auf Mark der DDR 1948 9,8 Millionen.
Der letzte vollständige Jahresabschluss der Kreissparkasse Köthen wies eine Bilanzsumme von 577 Millionen Euro aus. Ein Rückgang im Vergleich zum Vorjahr um sechs Millionen. Spar- und Sichteinlagen hatten ein Volumen von 431,6 Millionen Euro.

## Verweise